# The Rockers
Pour les articles homonymes, voir Rocker.
Palmarès
1 fois champion par équipes de la National Wrestling Alliance Central States
2 fois champion par équipes du Sud de l'American Wrestling Association
2 fois champion du monde par équipes de l'AWA
The Rockers est une équipe de catch (lutte professionnelle) composée de Shawn Michaels et de Marty Jannetty, née en 1985 sous le nom de The Midnight Rockers, et dont le nom est simplifié ensuite. L'équipe a travaillé pour la Central States Wrestling, l'American Wrestling Association et la World Wrestling Federation.
En 1992, l'équipe s'est séparée, au cours d'un angle mémorable qui a aidé à propulser la carrière solo de Shawn Michaels en tant que Heartbreak Kid. Après leur séparation, Michaels et Jannetty ont eu une rivalité due aux départs à répétition de Marty Jannetty de la WWF. En 1996, Jannetty a fait équipe avec Leif Cassidy pour former The New Rockers, mais l'équipe n'a jamais eu le succès de l'ancienne version et s'est séparée un peu plus tard la même année.
En 2005, les Rockers se sont réunis pour un soir face à La Résistance, mais cela ne donna pas de suite car Jannetty ne faisait pas partie de la WWE. En 2006, Jannetty était annoncé pour un retour en équipe avec Michaels pour faire face à Vince et Shane McMahon, mais cela ne donna lieu qu'à 2 shows avant que son contrat ne soit annulé.

## Carrière de l'équipe

### Débuts à laCentral States Wrestling(1985)
En 1985,Shawn Michaels arrive à la Central States Wrestling, un des territoires de la National Wrestling Alliance (NWA) couvrant le Missouri, le Kansas et l'Iowa. Là-bas, il rencontre Marty Jannetty qui commence à peine sa carrière mais qui jouit déjà d'une petite notoriété auprès du public de cette petite fédération. Le 15 mai 1986, ils remportent le championnat par équipes de la NWA Central States après leur victoire face aux Batten Twins (Bart et Brad Batten). Ils gardent ce titre pendant une semaine après leur défaite face aux frères Batten. Après cela, l'équipe se sépare car Michaels retourne travailler à la Texas-All Star Wrestling.

### American Wrestling Association(1986-1987)
En 1986, Verne Gagne qui est le promoteur de l'American Wrestling Association (AWA) décide d'engager Shawn Michaels et Marty Jannetty afin d'avoir une nouvelle équipe. C'est dans cette fédération qu'ils prennent le nom de The Midnight Rockers. Ils deviennent rapidement les rivaux de Buddy Rose et Doug Somers (en) face à qui ils perdent un match sans enjeu le 20 avril durant WrestleRock. Rose et Somers deviennent champions du monde par équipes de l'AWA et ils s'affrontent à de nombreuses reprises courant 1986.
Ils parviennent à vaincre Buddy Rose et Doug Somers (en) dans un match de championnat le 27 janvier 1987. Leur règne prend fin le 25 mai après leur défaite face à Boris Zhukov et Soldat Ustinov.

### Premier passage éclair à laWorld Wrestling Federation(1987)
Au début du mois de juin 1987, Marty Jannetty et Shawn Michaels quitte l'American Wrestling Association pour la World Wrestling Federation (WWF). Quelques jours plus tard, Vince McMahon apprend que les deux hommes sont des fêtards. Il ne veut pas écorner l'image de la WWF avec les éventuels écarts des deux hommes et décide de les renvoyer.

### Continental Wrestling Associationet retour à laAmerican Wrestling Association(1987-1988)
Marty Jannetty et Shawn Michaels rejoignent la Continental Wrestling Association, une fédération basée à Memphis qui a à l'époque un partenariat avec American Wrestling Association (AWA). Ils sont d'abord des faces et ont comme rivaux les Nasty Boys. Ils y remportent le championnat par équipes du Sud de l'AWA le 26 octobre 1987 après leur victoire face à Mike Davis et Tommy Lane.

## Palmarès
- American Wrestling Association (AWA)
  - 2 fois champion du monde par équipes de l'AWA[11]

- Central States Wrestling
  - 1 fois champion par équipes de la National Wrestling Alliance Central States[6]

- Continental Wrestling Association
  - 2 fois champion par équipes du Sud de l'American Wrestling Association[12]

## Récompenses des magazines
- Wrestling Observer Newsletter
  - Équipe de l'année 1989[13]